# Лобанов, Сергей Викторович
Сергей Викторович Лобанов (9 (21) апреля 1870 — 25 апреля 1930) — русский учёный-медик, врач-окулист, профессор.

## Биография
После окончания 7-й Санкт-Петербургской гимназии учился в Военно-медицинской академии (ВМА), которую окончил в 1896 году с отличием со степенью лекаря. Был определён врачом в клинический военный госпиталь Военно-медицинской академии; работал в госпитальной глазной клинике под руководством профессора Л. Г. Беллярминова. В 1898 году защитил диссертацию на соискание степени доктора медицины «О влиянии некоторых местных условий на развитие острого бактерийного конъюнктивита и о значении при нем вяжущих средств» (СПб.: тип. кн. В. П. Мещерского, 1898. — 121 с.).
В течение двух лет с научной целью находился за границей, где практиковался в лабораториях профессоров Гесса в Вюрцбурге и Т. Аксенфельда в Ростоке.
Получив в 1902 году звание приват-доцента ВМА, С. В. Лобанов продолжил работать в глазной клинике Л. Г. Беллярминова. Стал учредителем, а затем и секретарем Санкт-Петербургского офтальмологического общества (1904).
В 1905 году он был приглашён на работу в Томский университет, на место умершего профессора Ф. А. Ерофеева. В течение 25 лет он возглавлял кафедру офтальмологии с клиникой (затем кафедру глазных болезней), которые стали центром офтальмологической помощи в Сибири. С 1910 года — ординарный профессор. С 1920 года — председатель клинического хозяйственного совета факультетских клиник, в 1924—1930 годах — главный врач факультетских клиник. С 25 декабря 1920 года — член президиума медицинского факультета Томского государственного университета, а с июля 1922 года по май 1923 года и с октября 1929 года по апрель 1930 года был деканом медицинского факультета.
Лобанову принадлежит около 100 печатных работ; он редактировал «Сибирский медицинский журнал» и газету «Сибирский врач» (1913—1917). Был членом Томского городского Совета рабочих и солдатских депутатов.
После смерти профессора С. В. Лобанова глазной клинике Томского университета было присвоено его имя.
Был награждён орденом Св. Анны 2-й степени (1916), орденом Св. Станислава 2-й степени (1913).